# 八幡篤範
八幡 篤範（やはた あつのり、1961年11月7日 - ）は、JRT四国放送の番組に出演するニュースキャスター、アナウンサー。

## 来歴・人物
- 大阪府大阪市出身。
- 関西学院大学文学部英文学科在学中は学内放送局「総部放送局」に在籍。それまで教職の勉強一本で過ごしてきたが、一度違う世界で自分を試してみたいと思い、四国放送の試験を受けて合格、1985年にアナウンサーとして入社[1]。
- 広島東洋カープの大ファン。
- 2008年4月よりアナウンサー職を離れていたが、2012年4月より復帰した。

## 担当番組
テレビ
ラジオ

### 過去の担当番組
テレビ
- マイシティとくしま
- 530フォーカス徳島
- フォーカス徳島（2015年4月3日 - 2017年3月31日、金曜日担当）
- ゴジカル!（2015年4月3日 - 2017年3月24日、県内の最新ニュース金曜日担当）

ラジオ
- 午後はこれからはりきりワイド
- 演歌懐メロ日曜三時間
- イブニングとくしま[1]
- あなただけに今晩は[1]
- 朝いちばん[1]
- JRTカラオケ大賞
- 土曜フレッシュパトロール
- 土曜ワイド徳島
- ぐっどふれんず四国
- シーサイドステーション
- JRTサンデーウエーブ
- Come on デンリク ににんがし
- パワフルトクシマどないしょん
- 日曜懐メロ大全集
- バンリク（2012年4月 - 、火曜日担当）※2014年4月から2015年3月まで木曜担当。